# Pterographium
Pterographium är ett släkte av fjärilar. Pterographium ingår i familjen Riodinidae.
Kladogram enligt Catalogue of Life:
| Pterographium | \| \| Pterographium aphanoides \| \| \| \| \| \| Pterographium satnius \| \| \| \| |
|               | \| \| Pterographium aphanoides \| \| \| \| \| \| Pterographium satnius \| \| \| \| |
|               | Pterographium aphanoides                                                           |
|               |                                                                                    |
|               | Pterographium satnius                                                              |
|               |                                                                                    |

## Bildgalleri

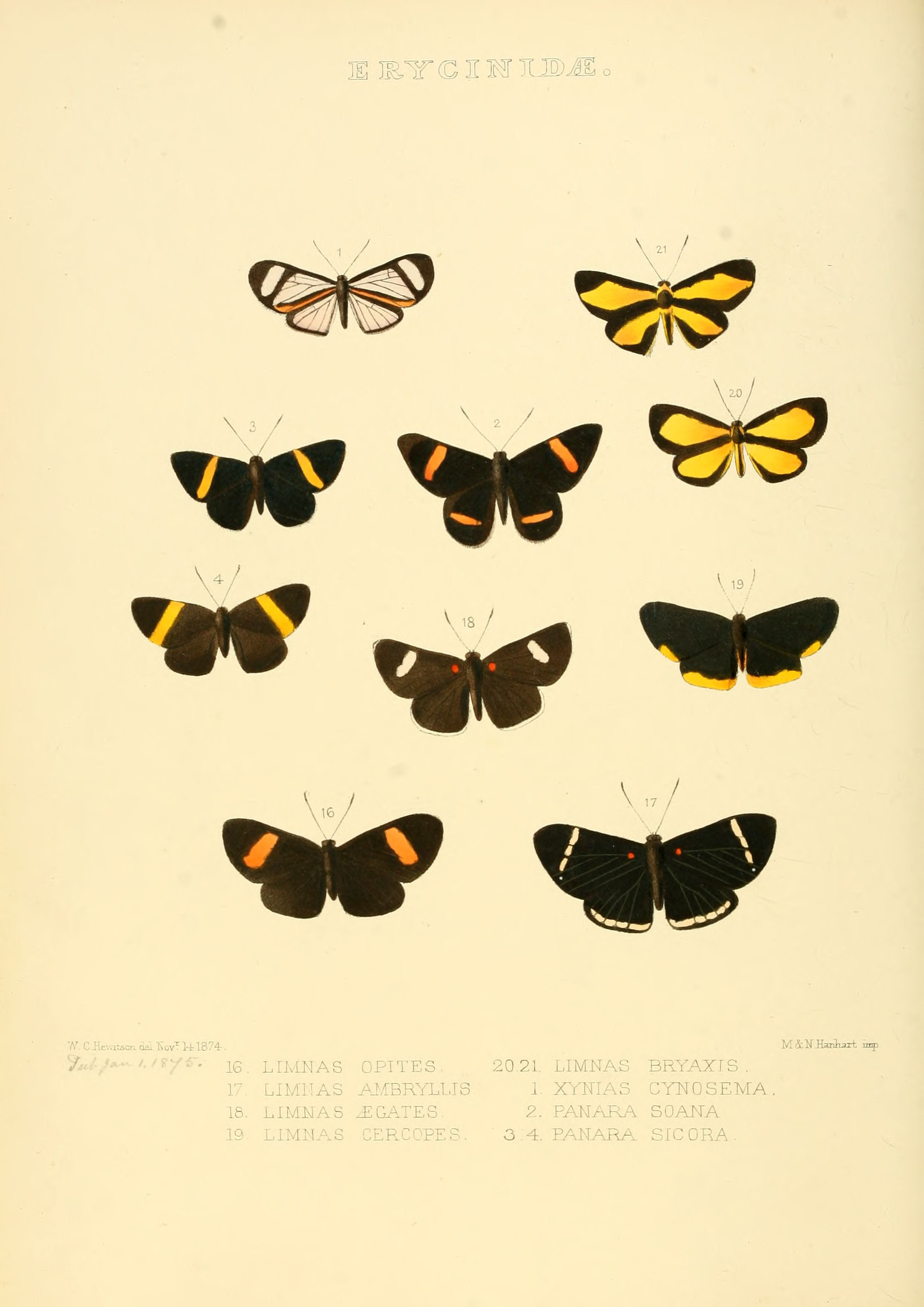